# 7443 Tsumura
7443 Tsumura este un asteroid din centura principală de asteroizi.

## Descriere
7443 Tsumura este un asteroid din centura principală de asteroizi. A fost descoperit pe 26 ianuarie 1996 la Oizumi de Takao Kobayashi. El prezintă o orbită caracterizată de o semiaxă mare de 2,92 ua, o excentricitate de 0,04 și o înclinație de 1,4° în raport cu ecliptica.